# Спартак (филм, 2004)
Вижте пояснителната страница за други значения на Спартак.
„Спартак“ (на английски: Spartacus) е минисериен драматичен филм на историческа тематика, американска продукция с българско участие, реализирана през 2004 г.
Филмът се снима на снимачна площадка между пернишкия квартал „Църква“ и село Рударци, като това е третият филм, направен на това място след „Верцингеторикс“ (2001, реж. Жак Дорфман) и „Юлий Цезар“ (2002, реж. Уди Едел).
Филмът проследява съдбата на тракиеца Спартак, роб, закупен от собственика на школа за гладиатори Квинт Лентул Батиат. Спартак става водач на най-голямото робско въстание в Римската република. Въстаниците се надяват да стигнат до пристанището в Брундизиум, минавайки през Южна Италия, откъдето да поемат към родните си места. Тук обаче се намесва борбата за власт между сенатор Агрипа и Марк Лициний Крас...
| Режисьор | Робърт Дорхелм |
| Сценарий | Хауърд Фаст    |
| Сценарий | Робърт Шенккан |

о щ
| Роля               | Изпълнител          |
| В главните роли    | В главните роли     |
| ------------------ | ------------------- |
| Спартак            | Горан Вишнич        |
| Агрипа             | Алън Бейтс          |
| Марк Лициний Крас  | Ангъс Макфейдън     |
| Вариния            | Гергана Бориславова |
| Батиат             | Йън Макнайс         |
| Ганик              | Пол Тефлър          |
| Второстепенни роли |                     |
| Центурион 4        | Красимир Куцупаров  |
| Комодус            | Кирил Ефремов       |
| Центурион 2        | Панайот Цанев       |
| Мумиус             | Добрин Досев        |
| Меценатус          | Христо Шопов        |
| Маркус Сервиус     | Валентин Ганев      |
| Полимус            | Асен Блатечки       |
| Треньор            | Максим Генчев       |